# Clematis 'Arabella'
Clematis 'Arabella' (Арабелла) — сорт клематиса (ломоноса) из группы Herbaceous Group, Integrifolia Group.
Сорт назван в честь жены генерал-лейтенанта англ. John Kiszeli, по имени Арабелла.

## Описание сорта
Диплоид
Длина побегов 1,5—1,8 м.
Побеги полу-травянистые. Листья простые, кожистые.
Сроки цветения: июнь—октябрь.
Цветки голубовато-фиолетовые или пурпурно-голубые, тычинки кремово-белато-жёлтые, 7,5—9 см в диаметре. Лепестков 4—8. Пыльники жёлтые.

## Агротехника
Местоположение: солнечные или полутенистые участки.
Группа обрезки: 3 (сильная). В первый год рекомендуется производить обрезку над 2—3 парой почек около 20 см от земли, в последующие годы чуть выше.
Клематис 'Arabella' не требователен к почвам.
Зона морозостойкости: 4—9.
Побеги приподнятые, не цепляющиеся за опоры. Оставленный без опоры стелется по земле. Красиво переплетается с другими растениями. Устойчив. Используется как почвопокровное или балконное растение.